# U-Bahn Riad
Die U-Bahn Riad (gebaut als Riyadh Public Transport Project, kurz: RPTP) ist die U-Bahn von Riad, der Hauptstadt Saudi-Arabiens.
Im Rahmen des insgesamt etwa 22,5 Mrd. $ (17 Mrd. Euro) teuren Projekts wurden sechs fahrerlose Linien errichtet. Die Planungen wurden am 23. April 2013 vom Ministerrat Saudi-Arabiens beschlossen und von der High Commission for the Development of Arriyadh (Hohe Kommission für die Entwicklung Riads) umgesetzt. Das Ergebnis der Ausschreibung wurde am 29. Juli 2013 bekannt gegeben. Den Zuschlag erhielten dabei drei internationale Konsortien. Die komplette Fertigstellung war für 2021 geplant, die ersten drei Linien wurden aber erst am 1. Dezember 2024 eröffnet. Die sechste und letzte Linie nahm den Betrieb am 5. Januar 2025 auf. Bei dem Projekt handelt es sich um die größte einzelne Infrastrukturmaßnahme in der Geschichte Saudi-Arabiens.

## Projektverlauf
Das Ergebnis der Ausschreibung wurde am 29. Juli 2013 bekannt gegeben. Die Ausschreibung umfasste neben den sechs Linien des Netzes auch vier Stationen, die in Zweierpaketen extra ausgeschrieben worden waren. Die Stationen King Abdullah Financial Center und Olaya sowie Al-Hukm Palace und Western Station wurden jeweils zusammen ausgeschrieben, wobei der Zuschlag für die ersten beiden sowie von zwei Linien an das von dem amerikanischen Unternehmen Bechtel geführte BACS-Konsortium ging. An diesem Konsortium ist u. a. auch Siemens und AECOM beteiligt. Die letzteren beiden Stationen sowie eine Linie gingen an das von der italienischen Ansaldo STS geführte Al-Riyadh New-Mobility-Konsortium (ANM). Für drei Linien erhielt das FAST-Konsortium, geführt von dem spanischen Konzern FCC, den Zuschlag.
Der Erste Spatenstich wurde am 4. April 2014 gefeiert.
Am 23. Februar 2016 wurde die Fertigstellung des ersten Zuges von Siemens in Wien bekannt gegeben. Seit Mai 2017 werden die von Siemens gebauten Züge am Wiener Nordwestbahnhof hinterstellt.
Seit dem 4. April 2018 finden Testfahrten statt.
Die Eröffnung der ersten drei Linien (Blau, Gelb, Lila) fand am 1. Dezember 2024 statt, zwei weitere (Rot, Grün) folgten am 15. Dezember und die sechste Linie (Orange) wurde am 5. Januar 2025 eröffnet.

## Netz
Das Netz besteht aus sechs Linien mit einer Gesamtstreckenlänge von ca. 176 Kilometer und 85 Stationen.
| Linie           | Länge | Stationen | Verlauf                                                    | Kosten in $   | Konsortium (Fahrzeuge)   | Eröffnung  |
| --------------- | ----- | --------- | ---------------------------------------------------------- | ------------- | ------------------------ | ---------- |
| (1) Blue Line   | 38 km | 26        | Olaya Road – Al Hayer Road                                 | 6.561.627.163 | BACS (Siemens Inspiro)   | 1.12.2024  |
| (2) Red Line    | 25 km | 16        | King Abdullah Road – King Fahad Stadium                    | 2.885.440.337 | BACS (Siemens Inspiro)   | 15.12.2024 |
| (3) Orange Line | 41 km | 22        | Madina Al Munawra – Rahman Al Awal Road                    | 5.211.926.731 | ANM (Bombardier Innovia) | 5.1.2025   |
| (4) Yellow Line | 30 km | 9         | King Khalid International Airport Road                     | 3.060.788.759 | FAST (Alstom Metropolis) | 1.12.2024  |
| (5) Green Line  | 13 km | 12        | King Abdul Aziz Road                                       | 2.662.558.659 | FAST (Alstom Metropolis) | 15.12.2024 |
| (6) Purple Line | 30 km | 11        | Abdul Rahman bin Ouf Road – Sheikh Hassan bin Hussein Road | 2.167.973.532 | FAST (Alstom Metropolis) | 1.12.2024  |

## Stationen
Für drei Haupt-Umsteigestationen – die sogenannten Iconic Stations – wurden internationale Architekturwettbewerbe ausgeschrieben. Die ausgewählten Entwürfe stammen von:
- Gerber Architekten (Deutschland), für die Olaya Metro Station[14]
- Snøhetta (Norwegen), für die Qasr Al Hokm Downtown Metro Station[15]
- Zaha Hadid (Großbritannien), für die King Abdullah Financial District (KAFD) Metro Station[16]

## Betrieb
Das gesamte U-Bahn-Netz wird vollautomatisch betrieben. Für die einzelnen Linien wurden bei drei europäischen Herstellern Züge einheitlicher Wagenlänge und mit gleichem Design beschafft. Alstom lieferte 69 Zweiwagenzüge vom Typ Metropolis, jeweils 36 Meter lang, für 1,2 Mrd. Euro und die Signaltechnik. In den Zügen gibt es zwei Wagenklassen sowie separate Bereiche für Familien und Einzelpersonen. Die Züge von Alstom werden in Katowice in Polen gebaut. Von Siemens werden 74 Züge vom Typ Inspiro für die Linien 1 (45 Einheiten mit vier Wagen) und 2 (29 Einheiten mit zwei Wagen) geliefert. Diese haben einen Wagenkasten aus Aluminium und können bis zu 90 km/h schnell fahren. Fahrgestelle, Stromversorgung, Bremsen und Türen wurden für die speziellen klimatischen Bedingungen in Riad entsprechend angepasst. Von Bombardier kommen 47 Einheiten mit zwei Wagen vom Typ Innovia 300 für die Linie 3.
Ein Konsortium aus Alstom, Ansaldo STS und Ferrovie dello Stato Italiane (FS) hat den Auftrag erhalten, die Linien 3–6 in den ersten 12 Jahren zu betreiben. Der Auftrag hat einen Wert von 2,5 Mrd. Euro.